# Кочинские евреи

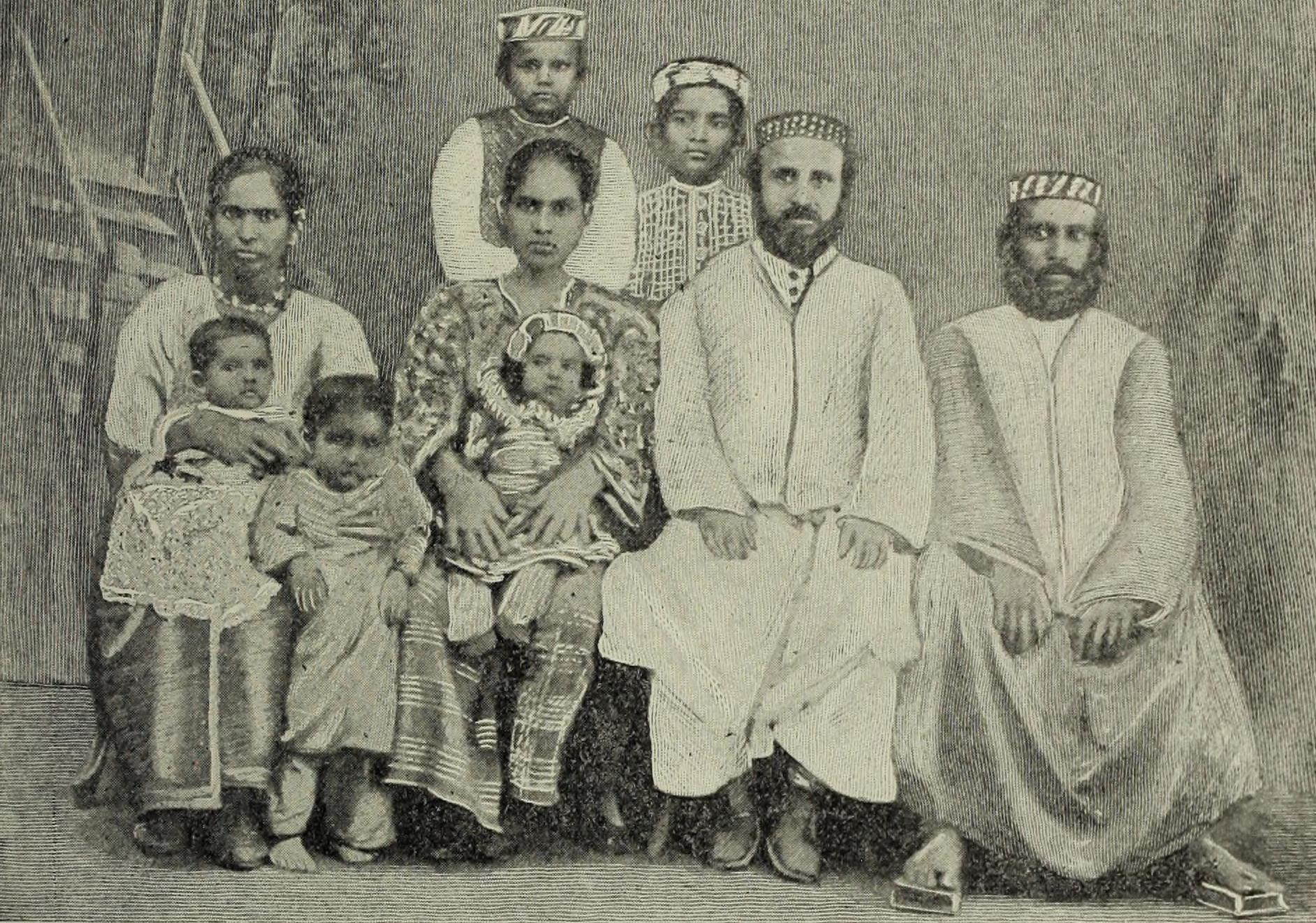
Кочинские евреи Фото 1901—1906 гг.

Кочинские евреи (малабарские евреи) — старейшая группа евреев Индии, исторически проживавших на Малабарском берегу в штате Керала на юге Индии. Разговорный язык — жудео-малаялам. В настоящее время подавляющее большинство кочинских евреев иммигрировало в Израиль, в Керала осталось лишь несколько десятков человек, так что общине в Керала грозит исчезновение.

## Возникновение общины
Еврейская община на Малабарском берегу существовала с древних времён и, очевидно, формировалась из нескольких волн переселенцев-евреев. По одной версии, кочинские евреи появились в Индии во времена Царя Соломона. В это время существовали торговые связи между Аравией и Индией. В Царство Соломона поступали слоновая кость, серебро и другие товары из Индии. Возможно в это время часть евреев оседала в южной Индии. После этого были и другие волны иммиграции евреев — после разрушения Первого Храма в 587 году до н. э., после разрушения Второго Храма и Взятия Иерусалима в 70-е годы н. э.
По другой версии, первая волна иммигрантов прибыла во времена разрушения Первого Храма.
По ещё одной версии, община отсчитывает своё основание с I в. н. э..
По распространенному мнению, среди этих ранних волн иммиграции преобладали мужчины — купцы, торговцы, матросы, которые зачастую брали в жёны местных женщин.
Несколько волн еврейской иммиграции в Керала привели к этническому, но не лингвистическому разнообразию кочинских евреев. Различалось три группы кочинских евреев: «белые» евреи, «чёрные» евреи и «коричневые». «Чёрными» евреями назывались смуглокожие потомки первых волн переселенцев. «Белые» евреи Керала («пардеши», ‘чужеземцы’) — потомки еврейских переселенцев из Европы, прибывавших в Южную Индию начиная с XVI века. «Коричневые» («мешухрарим», ‘освобождённые’), скорее всего, происходят от обращённых в иудаизм слуг евреев первых двух групп.
Все группы говорили на языке жудео-малаялам, который считается не очень отличным от самого языка малаялам диалектом с вкраплениями древнееврейских слов (еврейское письмо при этом не использовалось). Язык малаялам широко распространён в штате Керала.

## Свидетельства о еврейской общине южной Индии

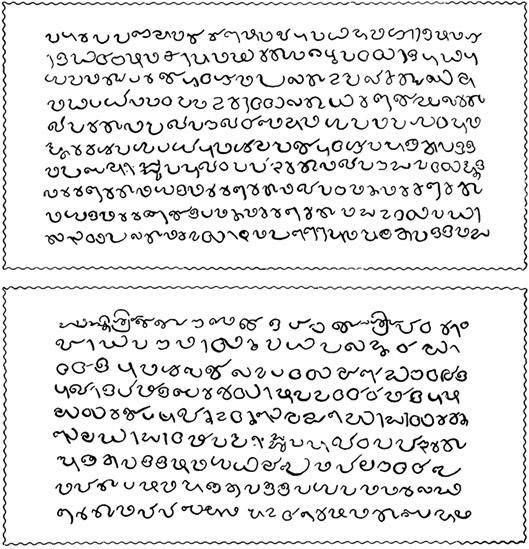
Медные таблички, в которых описываются привилегии, дарованные Йосефу Раббану

Самым ранним документом, в котором упоминаются евреи Малабарского берега, является несколько медных табличек, в которых еврейской общине предоставляются определённые привилегии. Согласно тексту на табличках, лидеру еврейской общины Иосефу Раббану даруются налоговые льготы и некоторые владения. Еврейской общине предоставляется право свободно проживать, строить синагоги и владеть собственностью безо всяких ограничений. Датировка медных табличек (упоминаемых в литературе как «Sâsanam»), варьируется от 379 года до 974—1020 годов. Интересно, что потомки Иосефа Раббану прослеживаются как лидеры общины до XVI века.
Старейший известный надгробный камень с надписью на иврите датируется 1269 годом, он находится около синагоги Ченнанмангалам, сейчас там музей.
В синагоге Пардеши хранится камень с надписью на иврите, рассказывающей о закладке синагоги на месте, где находилась более ранняя синагога. Этот камень датируется 1345 годом.
Апостол Фома, который по преданиям проповедовал христианство в Индии, находил последователей и обращал в христианство не только коренных местных жителей, но и членов еврейских общин. Христиане апостола Фомы — группа считающая себя потомками первых индийских христиан, обращённых апостолом Фомой. Часть группы Христиан апостола Фомы считает себя потомками малабарских евреев.
Средневековый путешественник Вениамин Тудельский писал, что на Малабарском берегу проживает община темнокожих евреев (правда, сам он в Южной Индии не был). Это сообщение датируется примерно 1170 годом.
Маймонид (1135—1204) знал о существовании общины евреев в южной Индии, и о том что в общину торговцами были завезены три экземпляра Мишне Тора.
Марко Поло отмечал наличие евреев в южной Индии в 1293 году.
Известный испанский раввин и комментатор Талмуда Ниссим бен Реувен посетил кочинских евреев в XIV веке и писал про общину в своих трудах.

## Появление в регионе евреев из Европы

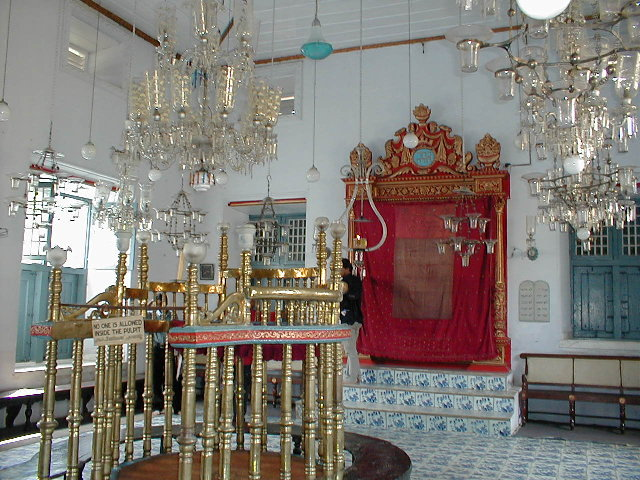
Пардеши синагога в Кочин

Белые евреи, называемые ещё пардеши (дословно — чужеземцы или недавние пришельцы), стали оседать в Керала начиная с XVI века. В это время в таких странах Европы как Испания и Голландия резко усилились религиозные преследования евреев, возглавляемые инквизицией. Пардеши привезли с собой язык ладино и культуру сефардов. Новые еврейские пришельцы нашли существующую культуру чёрных евреев Керала достаточно далёкой от своей, и с этих пор развитие двух общин шло параллельно — у каждой общины были свои синагоги.
В XVI—XVII вв. общину пополняли евреи из Голландии, Германии, стран Восточной Европы, Сирии, Турции. Хотя общая численность кочинских евреев вряд ли превышала 2500 человек.
В XVII веке община сильно пострадала от португальцев, которые разрушили несколько синагог включая центральную и самую красивую — синагогу Пардеши. Во время владычества в регионе голландцев, сменивших португальцев, община переживала расцвет. В это время кочинские евреи поддерживали тесные связи с еврейской общиной Амстердама.

## История общины

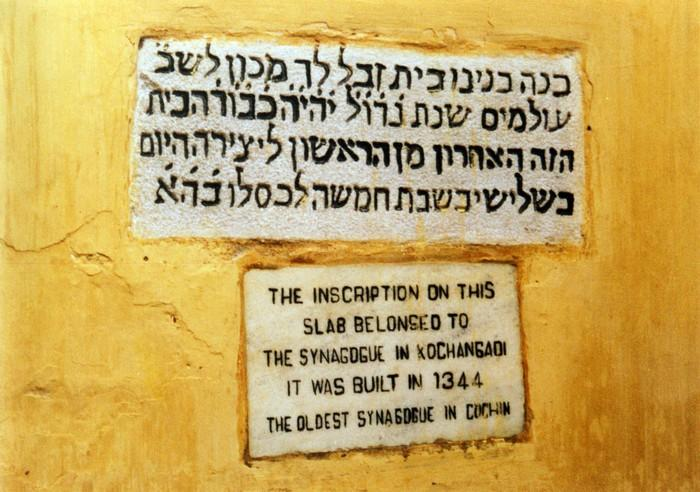
Табличка основания старейшей Кочинской синагоги

Изначально на Малабарском берегу евреи проживали в городе под названием Кодунгалур (англ: Kodungallur, Малаялам: കൊടുങ്ങല്ലൂര്‍, встречается английское название Cranganore). В древние времена это был большой морской порт в устье реки Перьяр (англ: Periyar). В настоящее время это территория муниципалитета Большой Кочин (англ.: Greater Cochin). В 1341 году сильное наводнение разрушило порт Кодунгалур, вся торговая активность в регионе сместилась в небольшой соседний город Кочин. Большинство евреев в течение нескольких лет переселилось в Кочин, где уже в 1344 году была построена первая синагога.
До появления в регионе португальцев в 1500 году у еврейской общины были очень хорошие отношения с местными правителями (что подтверждается, например, табличками «Sâsanam»). Португальцы всячески преследовали общину, разрушали синагоги. Широко известно о деятельности Инквизиции в Гоа в это время. Правление в регионе португальцев продолжалось до 1663 года, когда их сменили голландцы. Протестантская Голландия (как и сменившие их позже англичане) не имела ничего против евреев, и у кочинской общины начались времена расцвета.
Белые евреи пардеши, осевшие в регионе в XVI веке, имели хорошие торговые связи с европейскими странами. Они всё больше контролировали международную торговлю с Малабарским берегом. Их финансовое и политическое влияние в регионе росло до 1524 года, когда мусульмане Малабарского берега в союзе с правителем Кожикоде напали на евреев Кодунгалура, обвинив их в монополизации торговли специями. Евреи Кодунгалура бежали в соседний Кочин, где нашли защиту королевской семьи.

## Кочинские евреи в настоящее время
К концу XX века большинство кочинских евреев иммигрировало в Израиль, их число оценивается в 8000 человек. Большие группы осели в мошавах Неватим и Шахар (район Негев), Юваль на севере, Месилат Цион и Таоз в центре. Группы кочинских евреев живут также в Иерусалимском районе Катамон, Беэр-Шеве, Димоне и Иерухаме. В Керала осталось около 50 человек, но синагога Пардеши действует. В Израиле кочинские евреи участвуют в проекте изучения и сохранения языка жудео-малаялам, который проводится институтом Бен-Цви в Иерусалиме.